# Atifete Jahjaga
Atifete Jahjaga, född den 20 april 1975 i Gjakova i Kosovo, är en albansk politiker. Mellan 7 april 2011 och 7 april 2016 var hon Kosovos fjärde president. Hon var den första kvinnliga presidenten i republiken Kosovo och den första som var politiskt oberoende. Hon var tidigare polischef med graden generalmajor; den högsta befälsgraden som en kvinna på Balkan har..
Hon valdes av Kosovos parlament vilket innebär att man slapp utlysa nyval. Atifete Jahjaga hade då ingen politisk erfarenhet. Hon valdes i kölvattnet av en politisk kris. Den uppstod när Kosovos tredje president Behgjet Pacolli tvingades iväg från posten på grund av felaktigheter i parlamentet vid valet av honom. Hon vann valet redan i den första omgången av röstning i parlamentet då hon av 100 närvarande ledamöter fick 80 röster medan 10 lade sin röst på Suzan Novoberdali. Efter fem år på posten som president efterträddes hon 2016 av Hashim Thaçi.
Atifete Jahjaga är kosovalbanska och den första kvinnliga presidenten på Balkan. Hon var också Europas yngsta president och en av världens fem yngsta presidenter.